# Calathea plicata
Calathea plicata är en strimbladsväxtart som beskrevs av H.A.Kenn. Calathea plicata ingår i släktet Calathea och familjen strimbladsväxter. Inga underarter finns listade.